# Alex Haley
Alexander Murray Palmer "Alex" Haley, född 11 augusti 1921 i Ithaca, New York, död 10 februari 1992 i Seattle, Washington, var en amerikansk författare, främst känd för sin bok Rötter (Roots), där han skildrar sin släkts historia från anfadern Kunta Kinte som kom till Amerika som slav från Gambia och dennes ättlingar fram till hans egna dagar.
Haley föddes i Ithaca, New York men bodde under fem år av sin uppväxt i Tennessee. Under tjugo år tjänstgjorde han inom den amerikanska kustbevakningen och från 1959 var han frilansjournalist. Haley hjälpte Nation of Islam-ledaren Malcolm X att skriva sin självbiografi. När denne sedan blev mördad skrev han klart biografin tillsammans med Malcolms hustru Betty Shabazz.
Haley var gift tre gånger under sitt liv, och erkände själv vid ett tillfälle att han inte var typen som stadgar sig. 
År 1992 avled Haley av en hjärtinfarkt.

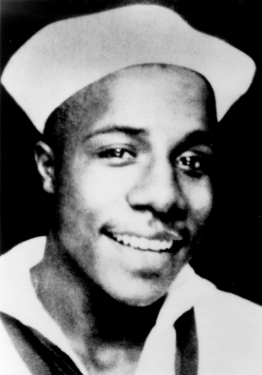
Alex Haley som ung i US Coast Guard.